# 380년대
380년대는 380년부터 389년까지를 가리킨다.